# 徂徕山摩崖石刻
徂徕山摩崖石刻，位于山东省泰安市岱岳区、徂徕山，是中华人民共和国山东省文物保护单位之一。
1992年6月12日，授予山东省文物保护单位，是一座石窟寺及石刻。